# Ma Mingyu
Ma Mingyu (chiń. upr. 马明宇; chiń. trad. 馬明宇; pinyin Mǎ Míngyǔ; ur. 10 sierpnia 1972) – były chiński piłkarz, występował na pozycji pomocnika.

## Kariera klubowa
Ma Mingyu swoją zawodową karierę piłkarską rozpoczął w roku 1994 w klubie Sichuan Guancheng, który wówczas nosił nazwę Sichuan Quanxing. Występował tam przez jeden sezon, w którym wystąpił w dwudziestu jeden meczach, strzelając przy tym trzy bramki a jego ekipa zajęła szóste miejsce w ligowej tabeli. Rok później przeszedł do innego chińskiego klubu – Qingdao Hailifeng, gdzie również był podstawowym piłkarzem. Po dwóch sezonach gry w tej ekipie powrócił do swojego wcześniejszego klubu. 9 kwietnia 2000 został wypożyczony do włoskiej Perugii Calcio stając się przy tym pierwszym chińskim piłkarzem grającym w Serie A. W nowej drużynie nie wystąpił jednak w żadnym ligowym spotkaniu. Po powrocie do ojczyzny występował tam jeszcze przez trzy sezony po czym zakończył swoją karierę.

## Kariera reprezentacyjna
W reprezentacji swojego kraju Ma zadebiutował w roku 1996. W tym samym roku Qi Wusheng powołał go do składu na Puchar Azji. Na tym turnieju Chińczycy dotarli do ćwierćfinału, w którym przegrali 4:3 z Arabią Saudyjską a on sam wystąpił we wszystkich czterech meczach swojej ekipy. Cztery lata później został powołany przez selekcjonera Velibora Milutinovicia na następny Puchar Azji. Tym razem Chiny zajęły czwarte miejsce. Ma wystąpił w pięciu meczach. Dwa lata później dostał powołanie na Mistrzostwa Świata od tego samego selekcjonera. Na tej imprezie Chińczycy nie zdołali wyjść ze swojej grupy zajmując w niej ostatnią lokatę a wychowanek Sichuan Guancheng zagrał w dwóch meczach.